# Lake Addie
Lake Addie è una comunità non incorporata statunitense del Minnesota, situata nella contea di McLeod.
Attualmente è una città fantasma, anche se in passato era una piccola comunità servita di un ufficio postale, stabilito nel 1868 e operativo fino al 1879.